# Sigvard Eklund

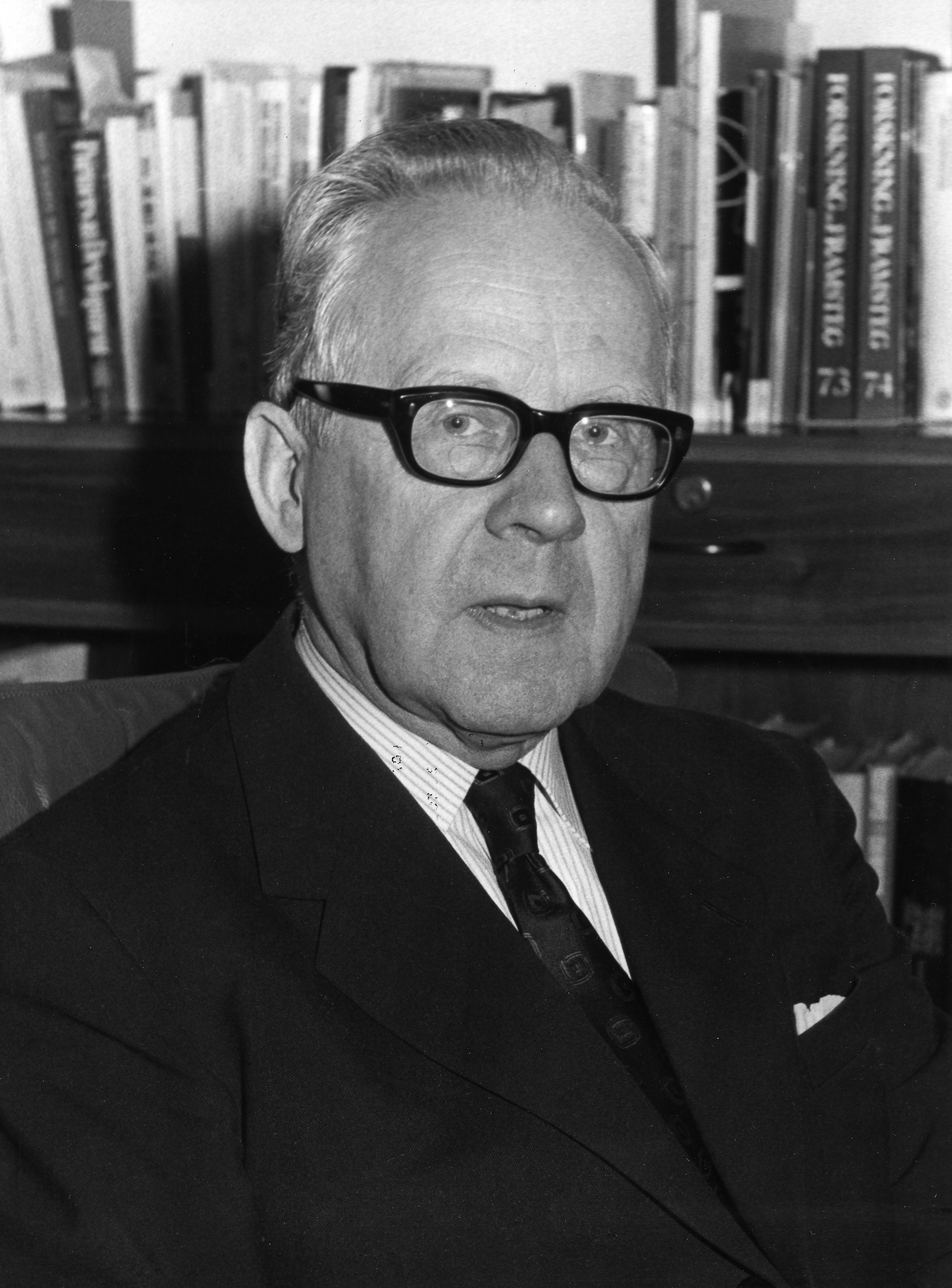
Sigvard Eklund

Sigvard Arne Eklund (Kiruna, 19 juni 1911 - Wenen, 30 januari 2000) was de tweede directeur-generaal van het Internationaal Atoomenergie Agentschap (IAEA) van 1961 tot 1981.

## Professor
Eklund studeerde in Uppsala en behaalde er zijn diploma in de wetenschappen in 1936 gevolgd door een doctoraat in 1946, telkens aan de Universiteit van Uppsala. Vanaf 1937 ging hij aan de slag in het Nobel Institute of Physcis (Det Norske Nobelinstitutt), waar hij bleef tot in 1945. Vanaf 1946 tot 1950 was Eklund actief in het Swedish Defence Research Agency (Totalförsvarets forskningsinstitut) in de Zweedse hoofdstad Stockholm. Daarnaast was hij tot 1956 professor nucleaire wetenschappen bij het Royal Institute of Technology (Kungliga Tekniska högskolan) eveneens in Stockholm.
Eklund had van 1950 tot 1961 verschillende directiefuncties bij het AB Atomenergi. Een bedrijf dat in 1947 was opgericht en dat moest leiden tot de bouw van kerncentrales in Zweden.

## Directeur-generaal
Eklund werd in 1957 secretaris-generaal van de tweede internationale conferentie voor het vreedzaam gebruik van atoomenergie, georganiseerd door de Verenigde Naties. In 1961 ging zijn benoeming in tot de tweede directeur-generaal van het Internationaal Atoomenergie Agentschap. Hij bleef in functie tot 1981.
In 1953 werd hij lid van het Royal Swedish Academy of Engineering Sciences.

## Sigvard Eklund Prize
Sinds 2004 wordt The Sigvard Eklund Prize uitgereikt. Deze gaat ieder jaar naar de beste thesissen aan de Zweedse universiteiten, met als onderwerp de nucleaire technologie.